# Праздник выноса знамени
Праздник выноса знамени (англ. Trooping the Colour) — церемония в исполнении представителей ВС Великобритании и Содружества. Традиции парада уходят в XVII век. Праздник Выноса знамени с 1748 года отмечается в день рождения британского монарха. Проводится ежегодно в Лондоне, в июне, начинаясь с парада конной гвардии в Сент-Джеймсском парке, и является частью празднования Дня рождения короля.